# فرودگاه دیو
فرودگاه دیو (به انگلیسی: Diu Airport) یک فرودگاه همگانی با کد یاتا DIU است که یک باند فرود آسفالت دارد و طول باند آن ۱۸۲۳ متر است. این فرودگاه در کشور هند قرار دارد و در ارتفاع ۹ متری از سطح دریا واقع شده‌است.